# تپه شیرین بلاغ
تپه شیرین بلاغ مربوط به دوره اشکانیان و دوره ساسانیان است و در شهرستان میانه، بخش ترکمن چای، دهستان اوچ تپه غربی، ۲ کیلومتری غرب روستای بیات سفلی واقع شده و این اثر در تاریخ ۲۷ آبان ۱۳۸۶ با شمارهٔ ثبت ۲۰۲۰۳ به‌عنوان یکی از آثار ملی ایران به ثبت رسیده است.